# 皿海達哉
皿海 達哉（さらがい たつや、1942年2月25日 - ）は、日本の児童文学作家。

## 来歴・人物
大阪府大阪市出身。広島県立戸手高等学校を経て、東京学芸大学乙類国語学科卒業。
大学時代、児童文学サークルあかべこに所属し児童文学の創作を始めた。卒業後、盟友である日比茂樹らと、児童文学同人誌牛の会を発起した。
公立高校の教員（地方公務員）として埼玉県、広島県の高校教諭として勤めるなか、1973年『にせまつり』『少年のしるし』でデビュー。児童文学の各賞を受賞している。
公立高校退任後、福山暁の星女子高等学校専任教諭を務め、2009年より非常勤講師となる。同年、広島県福山市にあるふくやま文学館の館長に就任、2014年3月まで務めた。

## 作品・受賞歴
- 『にせまつり』（日比茂樹解説、理論社） 1973、のちフォア文庫
- 『少年のしるし』（理論社） 1973
- 『チッチゼミ鳴く木の下で』（さねとうあきら解説、講談社） 1976年、のち青い鳥文庫

野間児童文芸推奨作品賞
- 『なかまはずれ 町はずれ』（ポプラ社） 1976
- 『坂をのぼれば』（PHP研究所） 1978

旺文社児童文学賞・産経児童出版文化賞
- 『風のむこうに』（旺文社） 1980
- 『野口くんの勉強べや』（偕成社） 1981
- 『雪の日のりんご』（金の星社） 1981
- 『さなえちゃんの金魚すくい』（国土社） 1981
- 『チビ茶のカブトムシ』（太平出版社） 1981
- 『早苗のひっこし』（学校図書） 1982
- 『堤防のプラネタリウム』（あかね書房） 1983
- 『ジャマダくんの教室もぐりこみ作戦』（小学館） 1984
- 『海のメダカ』（小倉明解説、偕成社） 1987

日本児童文学者協会賞
- 『おとうさんのおとしあな』（佼成出版社） 1989
- 『児童文学ざっくばらん』（文溪堂） 1993 - エッセイ
- 『ボクサー志願』（偕成社） 1994
- 『さっちゃんはマンションでワナにはまった』（教育画劇） 1996
- 『EE’症候群』（小峰書店） 1998
- 『プールのジョン』（共著、本吉誠一郎他絵、田畑書店、牛ライブラリー） 2007 - 牛の会の同人誌からのアンソロジー

など